# Герман Коген
Герман Коген (нім. Hermann Cohen 1842, Косвіг, Ангальт — 1918) — німецький філософ-ідеаліст, глава Марбурзької школи неокантіанства.

## Життєпис
Народився в містечку Косвіг, що входить в район Віттенберг в федеральній землі Саксонія-Ангальт в Німеччині. Закінчив гімназію в Дессау і Єврейську теологічну семінарію, засновану З. Франкелем в 1854 році в столиці Сілезії Бреслау (Вроцлаві). Не закінчивши семінарії, записався на філософський факультет університету Бреслау, продовжив навчання в університетах Берліна і Галле. У 1865 році в Галле захистив кандидатську дисертацію на тему: «Навчання філософів про антиномії необхідності і випадковості».
У 1871 році написав роботу «Кантівська теорія досвіду», яка привернула увагу професора філософії в Марбурзі Фрідріха Альберта Ланге, і на його запрошення Коген переїхав до Марбурга.
У 1873 році Коген захистив докторську дисертацію на тему «Систематичні поняття в докритичних творах Канта», став приват-доцентом філософського факультету Марбурзького університету і присвятив себе вивченню філософської спадщини Канта. У 1875 році Коген був обраний екстраординарним професором, а в наступному 1876 році - ординарним професором, зайнявши кафедру, що звільнилася після смерті Ф. А. Ланге.
У 1878 році Коген одружився з Мартою Левандовські (1860-1942), дочкою композитора Луї Левандовські.
До свого виходу на пенсію в 1912 році викладав в Марбурзі, серед його учнів був поет Борис Пастернак. У тому ж році переїхав до Берліна, де до самої смерті, в 1918 році, читав лекції і вів семінари в Вищій школі юдаїки. У 1914 році приїжджав до Росії, де в трьох містах (Варшаві, Петербурзі та Москві) читав публічні лекції про значення єврейства.
У 1902 році Герман Коген став одним із засновників «Товариства підтримки юдаїки», відредагував і опублікував останні філософські праці Ф. А. Ланге «Логічні студії» (нім. Logische Studien; Лейпциг, 1877) та  «Історію матеріалізму» (en: Geschichte des Materialismus, 1902). Поряд з філософськими роботами написав ряд робіт в галузі юдаїки, в тому числі «Ознайомлення з єврейським питанням» ( «Ein Bekenntniss in der Judenfrage», 1880) і «Культурно-історичне значення Суботи» (нім. Die kulturgeschichtliche Bedeutung des Sabbat, 1881) . Посмертно були опубліковані книги «Релігія розуму за джерелами юдаїзму» (нім. Religion der Vernunft aus den Quellen des Judentums, 1919), «германства і єврейство» (нім. Deutschtum und Judentum), і «Етика Маймоніда» (нім. Die Ethik des Maimonides).